# Archimandrit
Archimandrit (altgriechisch ἀρχιμανδρίτης archimandrítēs; von ἀρχή arché, hier: „Führung, Herrschaft“, und μάνδρα mándra, hier: „Kloster“) bezeichnet in den orthodoxen Kirchen, in den altorientalischen Kirchen und in den katholischen Ostkirchen den Vorsteher eines Klosters, der hierarchisch eine Stufe höher steht als der Hegumen, in etwa vergleichbar mit dem Abt eines römisch-katholischen Klosters.
Archimandrit wird auch als besonderer Ehrentitel für östlich-orthodoxe Priestermönche verwendet.
Großarchimandrit wird auch als besonderer Ehrentitel verwendet.

## Bekannte Archimandriten
- Bartholomaios von Arianz (* 1968), Weihbischof der griechisch-orthodoxen Metropolie von Deutschland des Ökumenischen Patriarchats von Konstantinopel
- Viktorin Beljajew (1903–1990), russisch-orthodoxer Bischof von Wien und Österreich
- Anastassi Bratanowski (1761–1816), russischer Kanzelredner und Erzbischof von Astrachan und Kaukasus
- Ignati Brjantschaninow (1807–1867), Bischof in Stawropol
- Grigorios Dikeos (1788–1825), griechischer Freiheitskämpfer
- Norbert Feldhoff (* 1939), römisch-katholischer Priester, emeritierter Generalvikar zweier Kölner Erzbischöfe und ehemaliger Kölner Dompropst
- Feofan Galinskij (1954–2017), russisch-orthodoxer Erzbischof von Berlin und Deutschland
- Innozenz Giesel (um 1600–1683), Historiker, Archimandrit des Kiewer Höhlenklosters, Professor und Rektor der Kiewer Mohyla-Akademie
- Ljubomyr Husar (1933–2017), Großerzbischof der mit Rom unierten ukrainischen griechisch-katholischen Kirche
- Pjotr Iwanowitsch Kafarow (1817–1878), russischer Archimandrit und Sinologe
- Cyprian Kern (1899–1960), orthodoxer Theologe und Professor für Patristik am Institut de Théologie Orthodoxe Saint-Serge in Paris
- Adel Theodor Khoury (1930–2023), melkitisch griechisch-katholischer Priester, Theologe, Islamwissenschaftler, Koranübersetzer und Hochschullehrer
- Nikolaj Kocvár (1927–2006), Metropolit von Prag der tschechischen Länder und der Slowakei
- Kyrill von Smolensk und Kaliningrad (* 1946), russischer Geistlicher und ehemaliger KGB-Agent
- Evmenios von Lefke (* 1945), Vikarbischof der griechisch-orthodoxen Metropolie von Deutschland des Ökumenischen Patriarchats von Konstantinopel
- Varlaam Merticariu (* 1960), rumänischer orthodoxer Theologe und Weihbischof
- August Paterno (1935–2007), römisch-katholischer Kaplan, Autor und österreichischer Fernsehkaplan
- Grigol Peradse (1899–1942), georgischer orthodoxer Theologe, Orientalist und Priestermönch
- Andrij Peschko (* 1972), Titularbischof von Krateia und seit 2008 Bischof von Saskatoon
- Pawel Ponomarjow (* 1952), russisch-orthodoxer Metropolit von Kuban
- Michael Schneider (* 1949), deutscher Jesuitenpater und Theologe (Dogmatik und Liturgiewissenschaft)
- Andreas Thiermeyer (* 1949), deutscher römisch-katholischer Geistlicher
- German Timofejew (* 1937), russisch-orthodoxer Erzbischof von Wolgograd und Kamyschin
- Irenäus Totzke (1932–2013), Musik- und Liturgiewissenschaftler, Komponist, Theologe; Mönch und Archimandrit der Benediktinerabtei Kloster Niederaltaich
- Dimitri Tuptalo (1651–1709), Metropolit in Rostow
- Neofytos Vamvas (1776–1855), einer der bedeutendsten griechischen Gelehrten des 19. Jahrhunderts und eine Symbolfigur der Aufklärung in Griechenland
- Athenagoras Ziliaskopoulos (* 1970), Archimandrit des Ökumenischen Patriarchats
- Schenute von Atripe (um 348–466), koptischer altkirchlicher Klostervorsteher
- Konrad Lübeck (1873–1952), deutscher katholischer Priester, Gymnasiallehrer, Kirchenhistoriker, Heimatforscher und Autor